# Materia gris (relato corto)
Materia gris es un relato corto de Stephen King, publicado por primera vez en el número de octubre de 1973 de la revista Cavalier, y más tarde recopilado en la colección de cuentos El umbral de la noche de 1978. La historia se desarrolla en la misma área que la novela de King, El cazador de sueños. También está ambientado en el universo de It.

## Configuración
"Materia gris" tiene lugar en Bangor, Maine, durante una tormenta de nieve. Los personajes se mueven desde el interior de una tienda de conveniencia a un edificio de apartamentos.

## Resumen de la trama
La historia, contada desde la perspectiva de un hombre "local" más viejo, comienza cuando está sentado en una tienda de conveniencia con un grupo de sus amigos durante una fuerte tormenta de nieve. Un joven entra corriendo, con un miedo mortal. Los hombres lo reconocen como el hijo de Richie Grenadine, un hombre de la localidad que resultó herido hace algún tiempo en un accidente de trabajo y recibió una indemnización laboral de por vida. Sin necesidad de sostenerse, Richie se convirtió en un ermitaño al que rara vez se le veía fuera de los límites de su apartamento, excepto para comprar la cerveza más barata, aunque últimamente había estado enviando a su hijo a comprarle la cerveza.
Después de hablar en privado con el hijo de Richie, un grupo de hombres, entre ellos el narrador y el dueño de la tienda, Henry, deciden llevarle la cerveza a Richie personalmente. En el camino, Henry relata algunas de las terribles experiencias que el niño le había contado: de cómo un día su padre bebió una "mala" lata de cerveza, implícita para llevar un mutágeno, y desde entonces se ha estado transformando lentamente en una mancha inhumana como abominación que detesta la luz y anhela la cerveza caliente. Al espiarlo una noche, el niño vio a su padre comerse a un gato muerto, lo que hizo que finalmente buscara ayuda.
Al llegar a la casa de Richie, los hombres se enfrentan a Richie desde detrás de su puerta cerrada, exigiendo que salga. El olor que sale de detrás de la puerta convence al grupo de que Richie estaba comiendo más que gatos muertos, especulando que podría ser responsable de una reciente erupción de personas desaparecidas. Los hombres se horrorizan cuando Richie abre la puerta y se confunde, pareciéndose más a un hongo que a un hombre. El resto de los hombres huyen mientras Henry se para en el suelo, disparando su pistola a la criatura. La historia termina con el narrador recordando cómo su breve vistazo a la criatura le hizo darse cuenta de que estaba en el proceso de dividirse en dos, y calcular el crecimiento exponencial del que es capaz la criatura, mientras se sientan en la tienda de conveniencia, a la espera de descubrirlo si Henry o la criatura sobrevivieron.